# Сьвентоянсько
Сьвентоянсько (пол. Świętojańsko) — село в Польщі, у гміні Кшешиці Суленцинського повіту Любуського воєводства.
Населення — 76 осіб (2011).
У 1975-1998 роках село належало до Гожовського воєводства.

## Демографія
Демографічна структура станом на 31 березня 2011 року:
|          | Загалом | Допрацездатний вік | Працездатний вік | Постпрацездатний вік |
| -------- | ------- | ------------------ | ---------------- | -------------------- |
| Чоловіки | 36      | 8                  | 25               | 3                    |
| Жінки    | 40      | 12                 | 21               | 7                    |
| Разом    | 76      | 20                 | 46               | 10                   |